# Tuna Serim

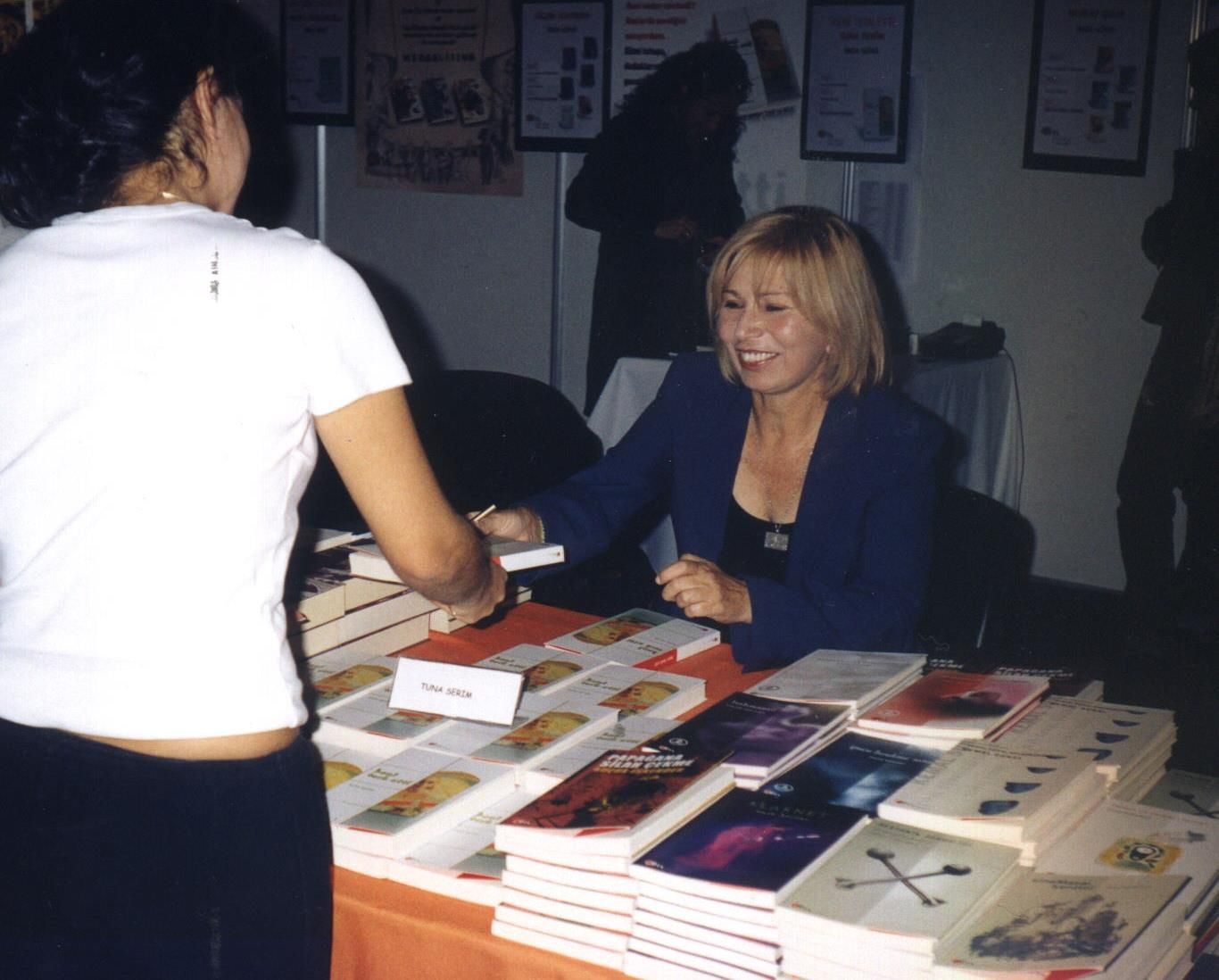
Tuna Serim

Tuna Serim (* 5. Januar 1950 in Istanbul) ist eine türkische Journalistin, Fernseh- und Radio-Moderatorin, Roman- und Drehbuchautorin.

## Leben
Tuna Serim studierte von 1966 bis 1968 in Istanbul Jura. Ihre Karriere begann sie beim Journal Tercüman, wo sie zuerst als Korrespondentin und dann als Kuratorin arbeitete. Im Jahre 1974 schrieb sie das Drehbuch für den Fernsehfilm Geçmiş Zaman Elbiseleri (Die Kleider der Vergangenheit), der nach einer Vorlage von Ahmet Hamdi Tanpınar entstand und den der türkische Regisseur Metin Erksan, der 1964 den Goldenen Bären für den Film Sommer ohne Wasser in Berlin erhalten hatte, für den Sender TRT drehte. Ab 1981 schrieb sie als Chefredakteurin für Hayat  und leitete im selben Jahr das Ses-Magazin und die Hayat-Resimli-Romanreihe. 1986 ging sie zum Medienkonzern Karacan  und wurde Chefredakteurin des Frauenmagazins Kadın, des Magazins der Turkish-Airlines-Magazins und der Pop Bravo. 1992 nahm sie ihre Arbeit im Fernsehen auf, bereitete das erste Diskussionsprogramm der Türkei Stüdyoda Buluşalım (Treffpunkt Studio) vor und präsentierte es auch. Als der Sender Kanal D eröffnet wurde, initiierte und organisierte sie das Frauenmagazin Canlan Biraz (Ein wenig Leben). 1995 entwarf sie das Programm Tartışma büyüyor (Es steigt die Debatte) und 1996 das Diskussionsprogramm  Açık Kapılar (Offene Türen) auf Kanal D und moderierte beide Programme. Zwischen 1997 und 2008 bot sie bei Istanbul FM und Radio 34 vier verschiedene Programme an. Folgende Programme bereitete sie vor und präsentierte sie auch: 1997 das TV-Programm Kadının sesi (Die Stimme der Frau), zwischen 1997 und 1999 im Fernsehkanal 9 die Programme Açik Görüş (Der offene Blick), Stüdyoda Buluşalim (Treffpunkt Studio) und zwischen 2001 und 2002 die Programme Yaşam Kalitesi (Lebensqualität) und für den Gesundheitskanal die Diskussionsrunde Mediametre und  Cerrah Çelebinin Anıları (Erinnerungen von Cerrah Çelebi). Seit dem Jahr 2001 widmet sich Tuna Serim in erster Linie der Romanschriftstellerei und gehört zur Gruppe der meistgelesenen Romanschriftstellerinnen in der Türkei.
Tuna Serim ist verheiratet mit dem früheren Direktor der Fernsehanstalt TRT 2 und heutigen Buchautor Ömer Serim.

## Auszeichnungen
- Preis des Kultusministeriums für das Drehbuch des Fernsehfilms Gökdelen İnsanları (Leute auf dem Wolkenkratzer)

## Romane
- Medya Karincalari (Die Medienameisen) (Ihr autobiografischer Lebenslauf in den Fernsehanstalten) im Jahr 2001
- Seni Terk Ediyorum (Ich verlasse Dich) im Jahr 2002
- Tek Bacaklı Kızıl Balerina (Scharlachrote Ballerina auf einem Bein) im Jahr 2004
- Beni Terk Etti (Sie hat mich verlassen) im Jahr 2004
- İki Kişilik Aşk Olmaz (Die Liebe eignet sich nicht für zwei Personen) im Jahr 2005
- Söyleyemediğim Tek Şey (Eines kann ich nicht sagen) im Jahr 2007
- İhanet Geliyorum Der mi? (Kündigt Verrat sich an?) im Jahr 2010
- Bencil Kadınlar Maço Sever (Egoistische Frau liebt Macho) im Jahr 2011
- Kalbimin Kizil Sacli Bacisi (Rothaariger Liebling meines Herzens) im Jahr 2012
- Bir Yalnız Adam, Naciye Sultan - Enver Paşa ve Dehşet Dolu Bir Yüzyıl (Naciye Sultan Enver Pascha  - ein einsamer Mann und ein schreckliches Jahrhundert) im Jahr 2013
- Feride im Jahr 2016
- Cem Sultan - Cenneti Tanrı Yarattı Cehennemi İnsanlar (Cem Sultan - Gott schuf das Paradies, die Menschen schufen die Hölle) im Jahr 2016
- Zübeyde Hanim ve Oglu (Zübeyde Hanim und ihr Sohn) im Jahr 2017
- Nazım ile Piraye (Nazims Liebling Piraye), Roman über den großen türkischen Dichter Nazim Hikmet im Jahr 2018
- Yok etme planı – Yaşam mı kazanacak yoksa ölüm mü? (Der Plan zur Zerstörung – Wird das Leben oder der Tod siegen?), Roman über eine große Epidemie, die uns in diesen Tagen nicht fremd ist im Jahr 2020
- Kahraman şehit ve hain (Held, Märtyrer und Verräter) im Jahr 2022
- Masum cinayetler (Unschuldige Morde) im Jahr 2022
- Herkes İhanet Eder Sevdiğine (Jeder verrät den, den er liebt) im Jahr 2023